# Vysoké kolo

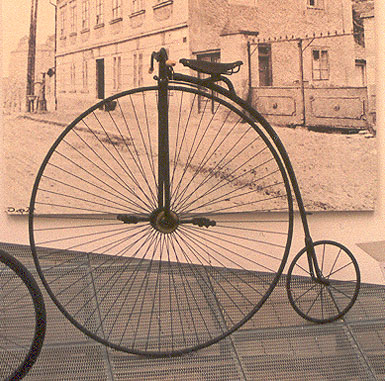
Vysoké kolo v Muzeu Škoda v Mladé Boleslavi

Vysoké kolo je druh velocipédu s velkým předním kolem a mnohem menším zadním kolem. Byl to oblíbený nástupce takzvaného kostitřasu neboli vylepšené draisiny a předchůdce mnohem bezpečnějšího jízdního kola dnešního typu. Byl to první dopravní prostředek nazývaný bicykl.

## Historie
V roce 1869 sestrojil pařížský mechanik Eugène Meyer první vysoké kolo, přičemž použil kolo s drátěným výpletem, a získal tak jako první patent na využití drátových kol u bicyklů. Kolem roku 1870 začal Angličan James Starley, uváděný jako otec průmyslové výroby jízdních kol, vyrábět bicykly založené na principu francouzského kostitřasu, ale s předními koly, jejichž velikost se neustále zvětšovala. Velká přední kola o průměru až 1,5 m totiž umožňovala rychlejší jízdu na kolech, která omezoval přímý náhon. V roce 1878 začal nedaleko amerického Bostonu s výrobou kol Albert Pope, čímž spustil průmyslovou výrobu jízdních kol v Americe.

## Odkaz
Přestože období jeho „vlády“ nemělo dlouhého trvání, stalo se vysoké kolo symbolem pozdního viktoriánského období. V době, kdy byla jeho popularita na vrcholu, se také zrodila cyklistika coby sportovní odvětví.

Jízda elegance ve Zbraslavi
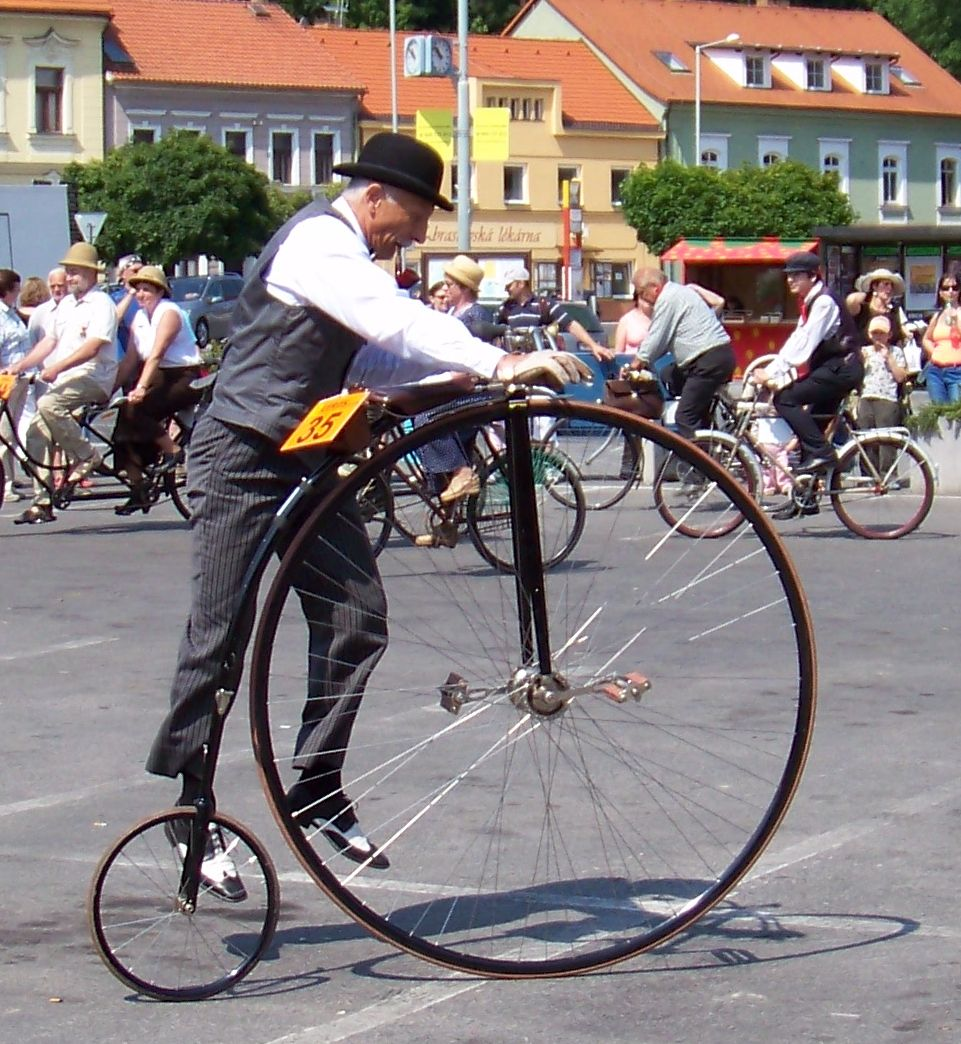
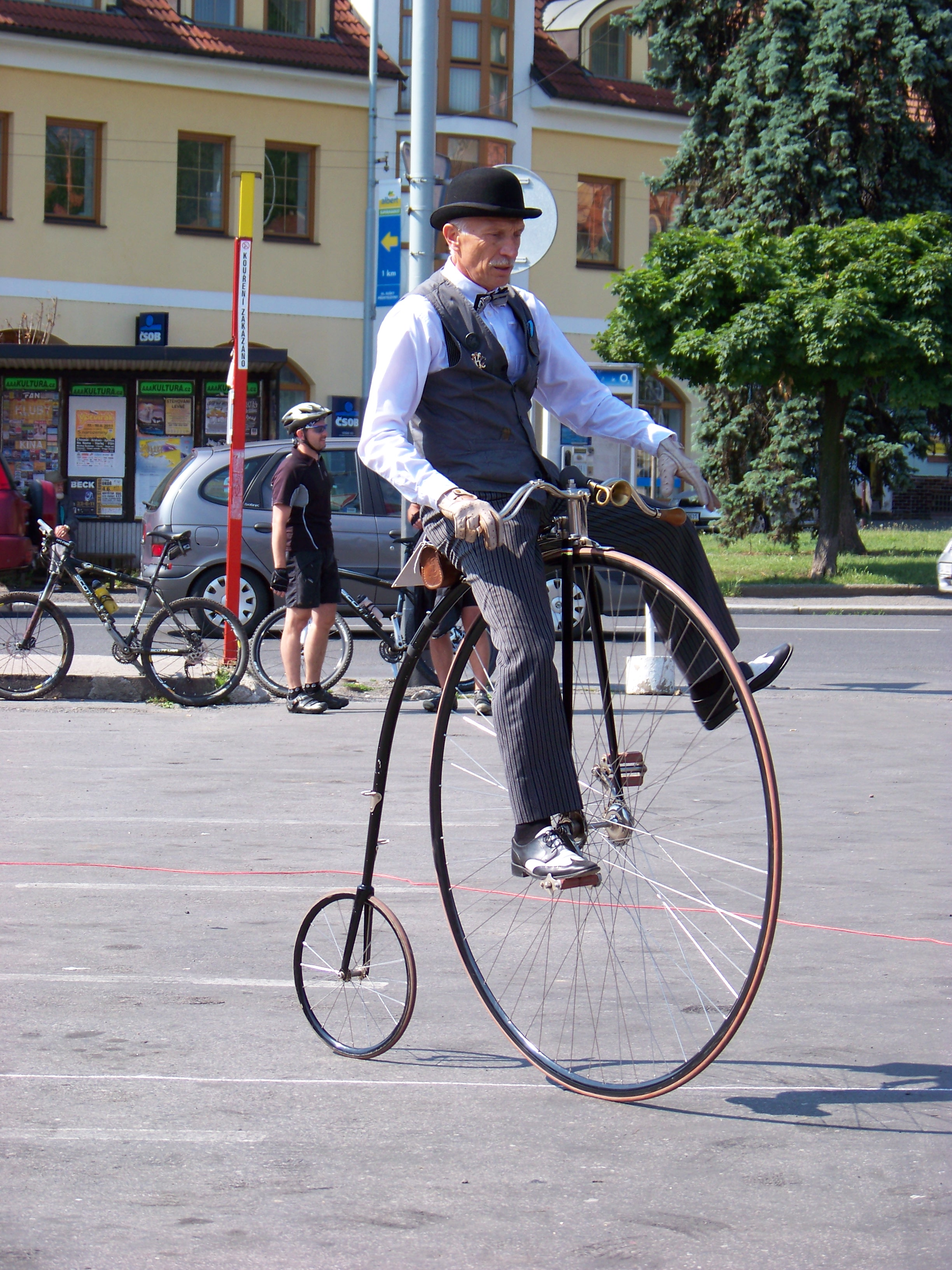
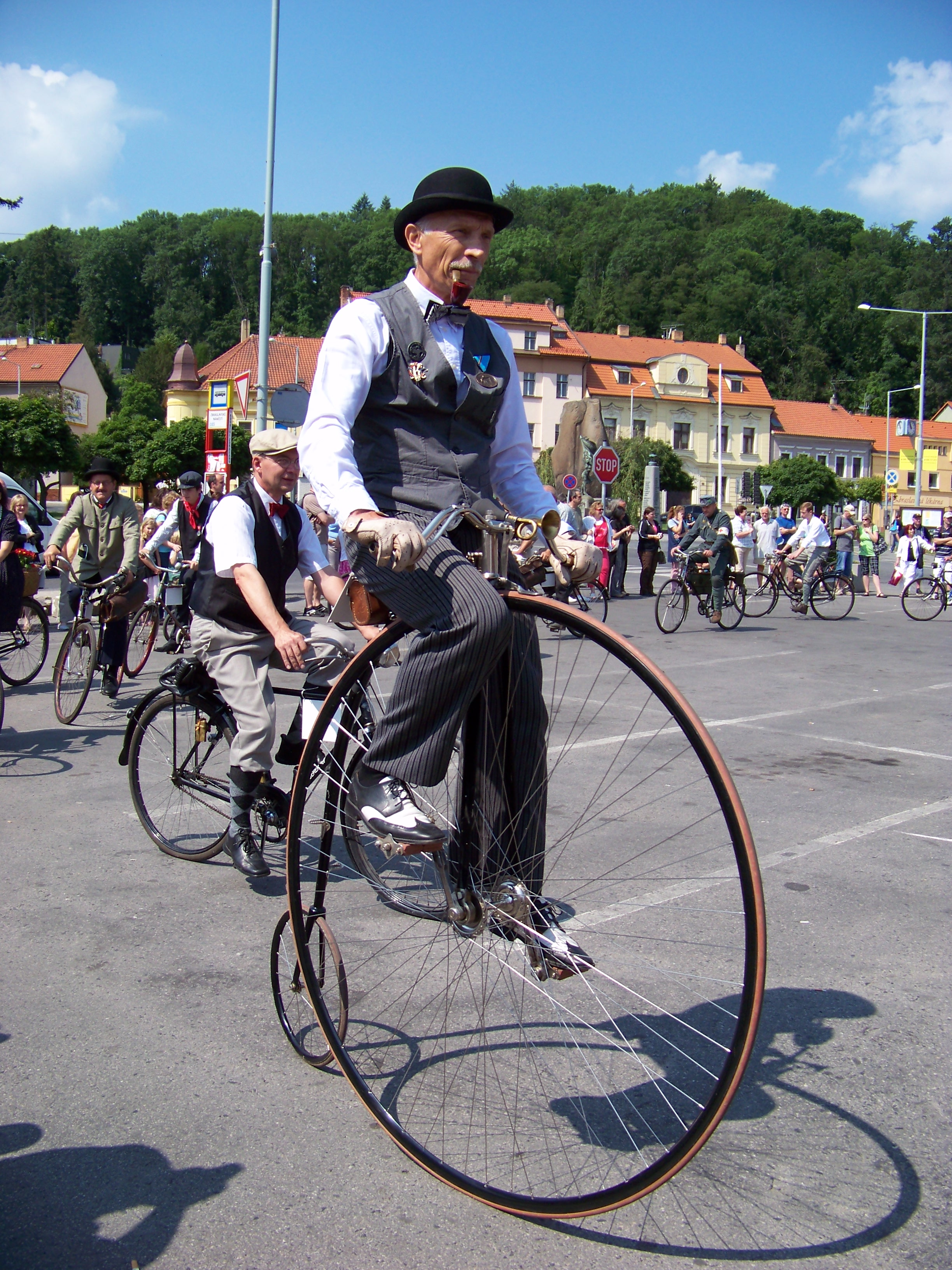
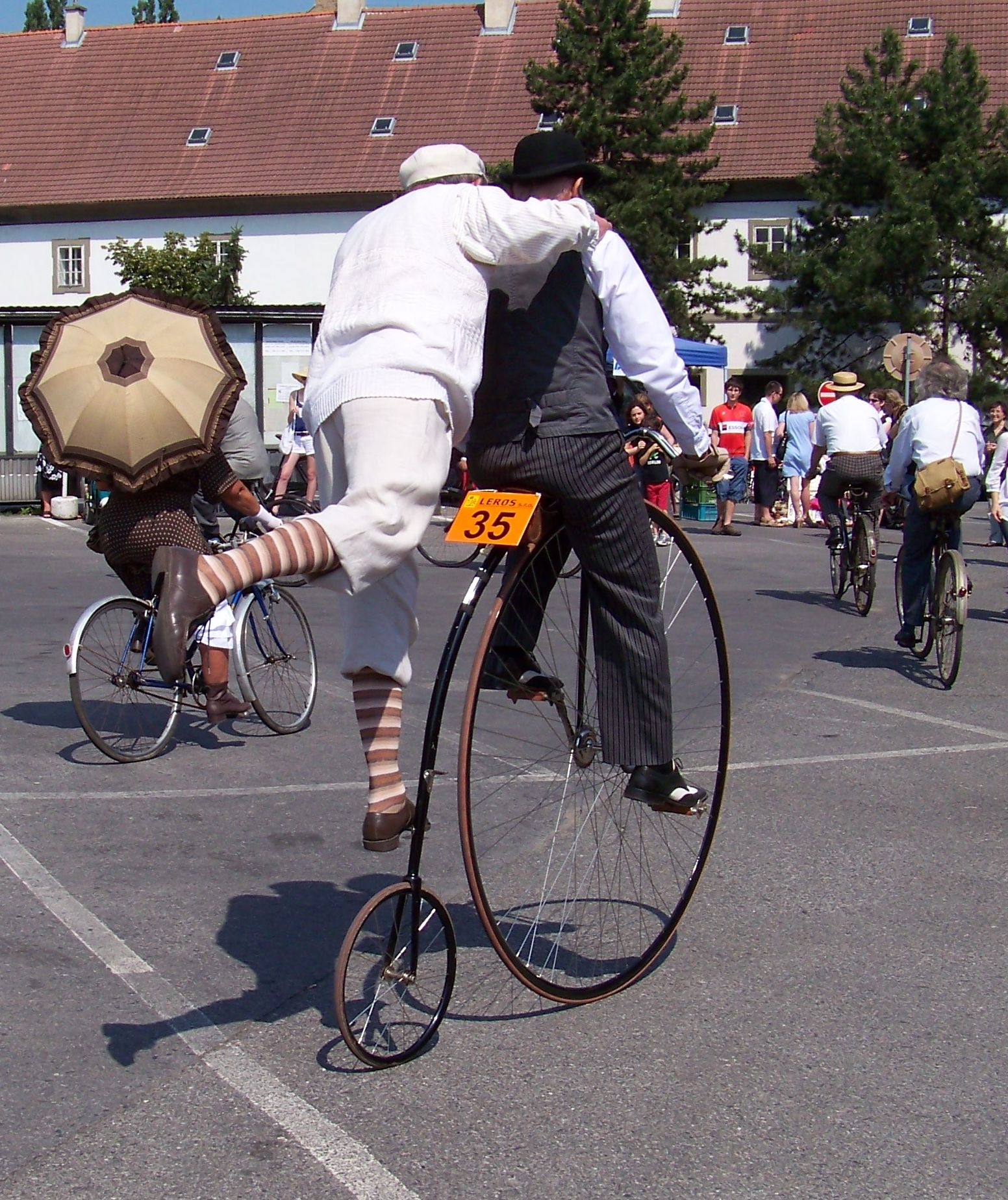